# گل سرخ (نشریه)
گل سرخ نام یکی از مطبوعات استان فارس در دوران قاجاریه است.
این مجله از سال ۱۳۳۹ هـ. ق به وسیله محمدتقی گلستان در شیراز به چاپ رسیده است.